# 도라에몽 (호시노 겐의 노래)
〈도라에몽〉(일본어: ドラえもん)은 일본의 싱어송라이터 호시노 겐의 노래다. 호시노 겐의 11번째 싱글로, 2018년 2월 28일 JVC 켄우드 빅터 엔터테인먼트의 사내회사인 스피드스타 레코드에서 발매됐다.
표제곡 〈도라에몽〉은 《극장판 도라에몽: 진구의 보물섬》의 주제가로 사용되었고, B 사이드에 삽입된 〈ここにいないあなたへ→여기에 없는 당신에게〉역시 해당 작품의 삽입곡으로 사용되었다.
또한 〈도라에몽〉은 TV 시리즈 《도라에몽》의 방송 시간대가 변경됨과 동시에, 2019년 10월 5일 방송분부터 오프닝 곡으로 사용되고 있다.

## 배경과 발매

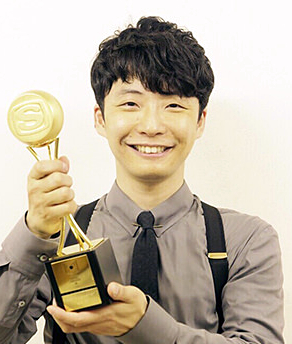
이 노래를 다룬 호시노 겐

호시노 겐은 2016년 경 도라에몽 영화의 주제가와 삽입곡 제작 제의를 받았다. 섭외 후 곧바로 제작에 돌입하면, 영화가 개봉했을 때 아이디어의 신선도가 떨어질 것이라는 생각에 호시노 겐은 각본을 받은 후 노래를 제작했다.
호시노 겐은 도라에몽 대장편 시리즈의 공통 요소를 노래로 표현하고 싶어서 노래 이름을 〈도라에몽〉으로 정했다. 그는 작품명을 곡 이름으로 바꾸면 세계관을 좁힐 우려가 있다면서도 ‘도라에몽’이라는 단어는 누구나 알고있기 때문에 이 단어밖에 없다고 생각했다고 도라에몽 채널 특설사이트 인터뷰에서 회고했다.
맨 처음에는 노래를 다른 방향으로 구상하고 있었지만 여의치 않자, 시간을 둔 후 순순히 〈도라에몽〉을 만들기로 했다. 그러자, 인트로의 멜로디가 떠올랐고 이어서 가사도 완성되어 몇 주 만에 곡이 완성됐다.
2017년 12월 1일, 호시노 겐이 《극장판 도라에몽: 진구의 보물섬》의 주제가와 삽입곡을 담당하기로 발표되었다. 이후 2018년 1월 15일에 주제가의 제목이 〈도라에몽〉이며, 열한 번째 싱글로 2018년 2월에 발매된다는 사실이 발표됐다. 또한, 2018년 1월 16일에 방송된 라디오 프로그램 《星野源のオールナイトニッポン→호시노 겐의 올나이트 닛폰》에서 이 곡의 풀 코러스가 처음 공개됐다.
2019년 10월 5일부터는 TV 시리즈 《도라에몽》의 방송 시간대 변경과 동시에 〈도라에몽〉이 오프닝 곡으로 채택됐다. 영화 주제가가 오프닝 곡으로 사용된 것은 《도라에몽》 사상 처음이다. TV 시리즈의 오프닝 영상 감독은 《진구의 보물섬》 등의 예고편을 담당했던 요다 노부타카(10GAUGE)가 맡았으며, 과거 1년 동안의 프로그램 영상을 가공해 재편집하여 제작되었다. 또한, 2019년 11월 29일 오다이바에 설치된 「도라에몽 타임스퀘어」에 설치된 시계의 멜로디에 〈도라에몽〉의 기악 편곡 판이 사용되고 있다.

## 가사와 음악

### 도라에몽
표제곡 〈도라에몽〉의 가사에는 원작자인 후지코 F. 후지오의 말이나 등장인물의 이름을 딴 말이 포함되어 있다. 예를 들어 ‘指先と机の間 二次元→손끝과 책상의 사이 2차원’이라는 가사는 “‘손끝과 책상 사이’에는 펜과 원고 용지가 있어, 그 안에 ‘2차원’의 만화가 그려져 간다--캐릭터가 사는 3차원의 세계, 도라에몽이 가지는 4차원 포켓 등, 1매의 종이안에 다양한 차원이 동시에 혼재하고 있는 것을 노래 속에서 표현하고 싶었던 것이다.”라고 1월 23일에 방송된 《星野源のオールナイトニッポン→호시노 겐의 올나이트 닛폰》에서 호시노 자신이 해설했다.
또, 노래 끝부분의 ‘いつか 時が流れて 必ず辿（たど）り着くから 君をつくるよ どどどどどどどどど ドラえもん→언젠가 시간이 흘러 반드시 도착할테니 너를 만날 수 있어 도도도도도도도도도 도라에몽’이라는 가사는 도라에몽의 〈환상의 마지막회〉라고 불리는 2차 창작물을 상기시키면서 팬들과 평론가 사이에서 화제가 되었고, TV 시리즈 오프닝을 제작한 요다 역시 같은 것을 떠올렸다고 인터뷰에서 말했다.
호시노 겐은 제작을 하면서 “〈도라에몽〉은 ‘후지코 선생님이라는 그림자 같은 것이 악곡 안에 확 표현할 수 있었으면’이라는 의도가 있었다”는 것을 《オールナイトニッポン→올나이트 닛폰》의 1월 23일 방송분에서 밝혔다.

## 뮤직비디오
〈도라에몽〉의 뮤직비디오에는 〈恋〉(2016년 10월 5일 발매)에도 출연했던 댄스컴퍼니 ELEVENPLAY가 참여했으며, 춤은 이 컴퍼니 대표인 MIKIKO가 맡았다.
호시노 겐이 기획하고 프로듀싱한 이 뮤직비디오는 하수도관이 놓인 공터 등을 배경으로 ELEVENPLAY 멤버들이 푸른 원피스를 입고 춤을 추고, 안경을 쓴 호시노가 노래하는 내용이다.
또한, 〈恋〉을 제작했던 스탭들이 본 뮤직비디오 제작에도 참여했다.

## 수록곡
| #            | 제목                              | 작사·작곡                                            | 편곡  | 재생 시간 |
| ------------ | --------------------------------- | ---------------------------------------------------- | ----- | --------- |
| 1.           | 〈ドラえもん〉                    | 호시노 겐                                            | 3:59  |           |
| 2.           | 〈ここにいないあなたへ〉          | 호시노 겐                                            | 4:56  |           |
| 3.           | 〈The Shower〉                    | 호시노 겐                                            | 3:53  |           |
| 4.           | 〈ドラえもんのうた〉 (House Ver.) | 작사: 쿠스베 타쿠미, 바바 스스무 작곡: 키쿠치 슌스케 | 3:56  |           |
| 총 재생 시간 | 총 재생 시간                      | 총 재생 시간                                         | 16:44 |           |

### 초회한정판 특전 DVD
초회한정반의 특전 DVD 〈ViVi Video〉에는 아래의 작품이 수록되어 있다.
- ニセ明をスキーに連れてって
- 星野源と友人によるコメンタリー
- 厳選弾き語りライブ映像（テレビ朝日ドリームフェスティバル）
  - 地獄でなぜ悪い
  - 化物
  - SUN
  - 恋

## 제작에 참여한 사람들
- 호시노 겐: 보컬, 기타, 피아노, 코러스
- 노리야스 카와무라: 드럼, 탬버린
- 다이치 이토: 드럼
- STUTS: MPC
- 하마 오카모토 (OKAMOTO'S): 베이스
- benzo: 베이스
- 하지메 코바야시: 로즈 피아노
- Good Luck Heiwa: 피아노
- 사쿠라다 타이치: 월리처 전기 피아노, 해먼드 오르간[15]
- 료스케 나가오카: 기타, 코러스
- 에이코 이시바시: 코러스
- 미오 · 키도 키요 · 이리에 아카네 · 쿠로키 카오루 · 카토 레이나: 1st 바이올린
- 이노오사무 · 시모카와미호 · 무라이토시로 · 코데라리나: 2nd 바이올린
- 키쿠치 미키요 · 타테이즈미 레에 이치: 비올라
- 카사하라 아야노 · 무라나카 토시유키: 첼로
- 혼자와 나오유키: 옹드 마르트노[15]
- 타케시마 사토시: 클라리넷
- 후쿠시 마리코: 바순
- 쇼오지 토모요 · 타케우치 유카: 호른
- 토오조오 아즈사 에노모토 유우스케: 트롬본
- 키무라 히토시나리: 튜바
- 미즈타 와사비: 도라에몽

## 공연
〈도라에몽〉은 2018년 12월 19일 발매된 음반 《POP VIRUS》에는 수록되지 않았지만, 〈星野源 DOME TOUR 2019『POP VIRUS』→호시노 겐 DOME TOUR 2019 《POP VIRUS》〉에서 선보여졌으며, 같은 해 열린 〈POP VIRUS World Tour〉의 상하이 공연에서도 선보여졌다.

## 반향
빌보드에 따르면, 〈도라에몽〉은 노래가 공개된 직후부터 라디오에서 재생된 횟수가 올랐고, 트위터에서 트윗 랭킹 1위에 달했으며, (노래보다) 나중에 공개된 뮤직비디오의 조회수 랭킹 또한 1위에 달했다고 여겨지고 있다.

### 차트 성적
| 2018년                | 순위 |
| --------------------- | ---- |
| 오리콘 주간 싱글 차트 | 1    |
| 빌보드 재팬 핫 100    | 1    |

### 평가
ROCKIN'ON JAPAN의 코이케 히로카즈는 〈도라에몽〉의 뮤직 비디오에 대해서 《도라에몽》의 세계관을 잘 나타내고 있으면서, 호시노 겐의 작가성이 강하게 나타난다고 평가했다.
또한 코이케는 〈ここにいないあなたへ→여기에 없는 당신에게〉에 대해 과거 호시노 겐의 작풍을 연상시키는 동시에, 브라스 어레인지와 간주의 온도 마르토노 음색이 호시노 겐의 사운드의 새로움을 느끼게 한다고 평가했다.
같은 ROCKIN'ON JAPAN의 스기우라 미에 또한 〈도라에몽〉에 대해, “곡이 탄생한 배경을 포함하여 이번 곡을 통해, 《도라에몽》이라는 존재의 강함과 행복감을 재차 느꼈다.”라고 말했으며, “작품에 대한 이해와 자기표현이, 아무것도 모순되는 일 없이 공존하는, 궁극적으로 행복한 타이업 곡이 아닐까 생각한다.”라고 평가했다.
리얼 사운드의 시바 나텐은 〈도라에몽〉에 대해, 여러 가지 장치와 대담한 도전으로 가득 찬 곡이면서 한 번 들으면 잊을 수 없는 곡으로 완성되어 충격을 받았다고 평가했다. 또한, 시바는 〈The Shower〉에 대해, 블랙뮤직을 독자적으로 해석한 호시노 겐의 방식을 보여주는 듯한 곡이라고 평가했다.